# 路德斯維爾 (喬治亞州)
路德斯維爾（英語：Luthersville）是一個位於美國喬治亞州梅里韋瑟縣的城市。

## 地理
路德斯維爾的座標為33°12′33″N 84°44′43″W / 33.20917°N 84.74528°W，而該地的平均海拔高度為287米（即942英尺）。

## 人口
根據2010年美國人口普查的數據，路德斯維爾的面積為8.00平方千米，當中陸地面積為8.00平方千米，而水域面積為0.00平方千米。當地共有人口874人，而人口密度為每平方千米109.25人。